# Thế kỷ 18 TCN

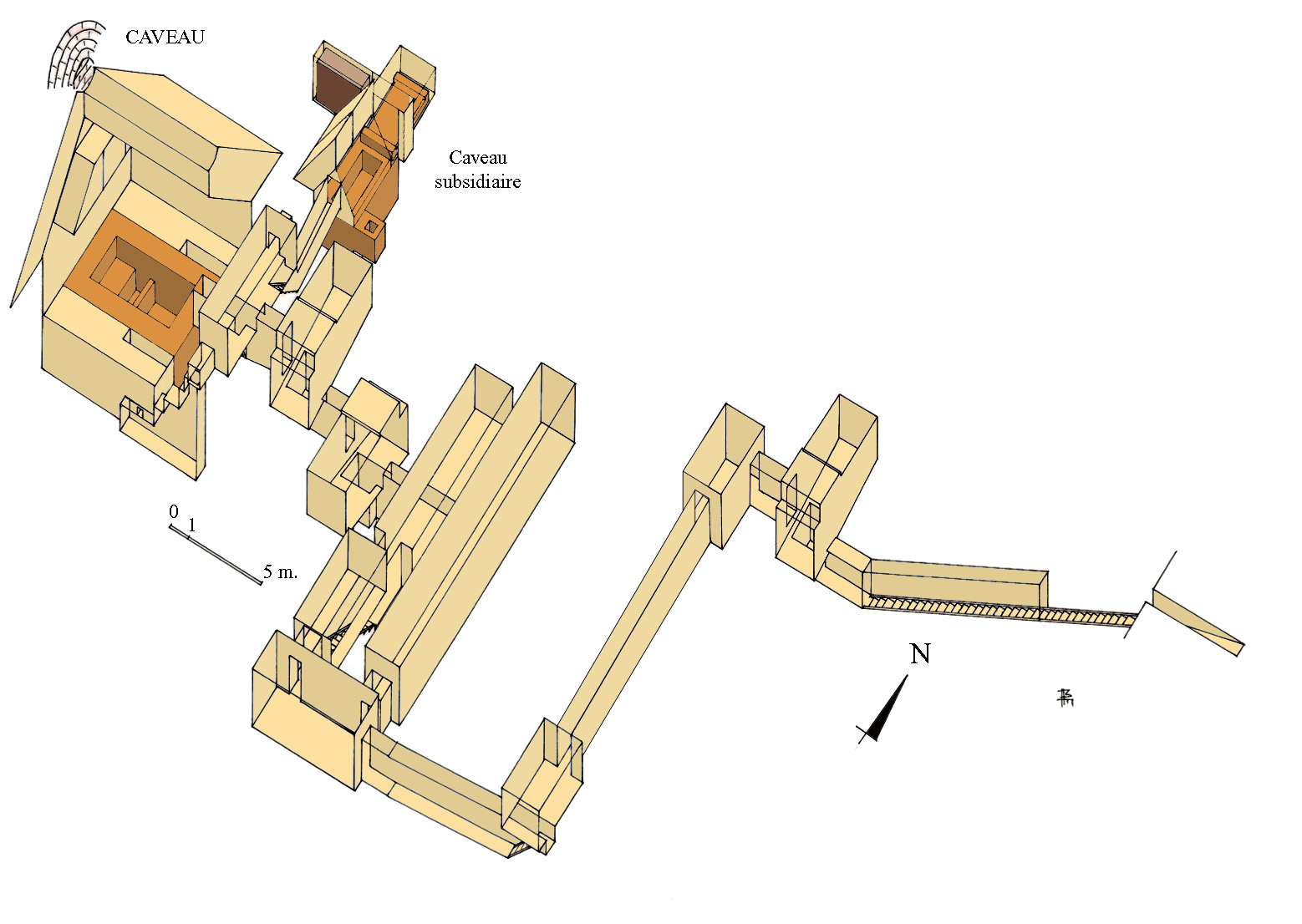
Hình ảnh của một hầm chôn cất trong một kim tự tháp chưa hoàn thành ở Nam Saqqara.

Thế kỉ 18 TCN bắt đầu từ ngày đầu tiên của năm 1800 TCN và kết thúc vào năm 1701 TCN.